# 余颺
余颺，字賡之，號季蘆，福建興化府莆田县黄石镇人，明朝政治人物。

## 生平
崇禎六年（1633年）癸酉科福建鄉試第三十九名舉人，十年（1637年），登丁丑科进士，以制舉業，与同年生夏允彝、陳子龍齊名，海内争傳誦之。兵部觀政，本年六月授南直隶宣城縣知縣，未考满，膺首荐，崇禎十一年戊寅（1638年）六月大蝗灾，颺仿古捕捉法，又虔禱于城隍，忽大風起，蝗虫盡卷入南湖。十二年己卯分校應天鄉闈，所取士如王亦臨輩皆知名士。十三年庚辰丁外艱，貧不能具行李，邑人资助，乃立生祠祀之。服闋，十六年補知寶應縣，移上虞縣。明亡歸莆田。弘光立，授吏部文选司主事、稽勋司员外郎，改广东水利道副使。鲁王朱以海入闽监国，擢右副都御史，与朱继祚在家乡共同组织义兵抗清。兵败被俘，逾年得释。此后，隐居海隅，杜門讀書著述。有《蘆中诗文集》四十卷、《蘆蜡》、《史論》、《識小集》各若干卷。颺天性孝友，事伯兄余光愛敬特至，白首之中，言必稱名。余光字希之，郡諸生，有文名。

## 家族
曾祖余九苞，大宾；祖父余士贤，冠带寿官；父余廷机，增生。從弟余飈，崇祯十六年進士。